# Rhizophagus minutus
Rhizophagus minutus is een keversoort uit de familie kerkhofkevers (Monotomidae). De wetenschappelijke naam van de soort werd in 1853 gepubliceerd door Carl Gustaf Mannerheim.